# Maverick Hunter
Maverick Hunter est le nom de code d'un jeu vidéo de tir à la première personne annulé de la franchise Mega Man qui devait être développé par Armature Studio et publié par Capcom. Il était destiné à être un volet plus sombre dans la série Mega Man X. L'artiste et producteur de Mega Man, Keiji Inafune, était responsable de la conception de la version Occidentale du jeu et Adi Granov était responsable du nouveau design de X. Il était destiné à être le premier volet d'une trilogie de jeux, dans lequel les joueurs contrôlent le protagoniste, X, dans les deux premiers et ensuite Zero dans le troisième. Le jeu aurait eu des éléments de jeu de plates-formes similaires à ceux rencontrés dans les premiers opus de la série dérivée Mega Man X. Le projet a duré environ six mois en 2010 avant d'être finalement annulé en raison des désaccords internes au moment où Inafune a quitté Capcom et lorsque d'autres jeux prévus dans la licence Mega Man ont été annulés.
Sa conception, que les critiques qualifient de « cruelle » et de « sombre », a produit polarisation des opinions venant des fans, des critiques et du personnel de Capcom. Clint Mize de MTV.com a critiqué le style artistique, les problèmes de gameplay potentiels et le risque associé à la concurrence avec des jeux de tir à la première personne tels que Call of Duty, Halo et Battlefield. Malgré l'opinion mitigée des fans, un groupe Facebook dirigé par des fans et une pétition de Change.org ont été créés, baptisés Operation Maverick Hunter, qui devait convaincre Capcom de relancer le projet. Granov a exprimé sa déception lors de l'annulation du projet.

## Concept et développement
Maverick Hunter était en cours de développement, par Armature Studio et devait être publié par Capcom dans la série Mega Man X. La collaboration est dévoilée par Keiji Inafune, qui avait précédemment travaillé sur la série Mega Man en tant qu'artiste et producteur. Il avait depuis évolué au sein de l'entreprise Capcom pour devenir producteur. L'objectif était d'attirer un nouveau public vers la série Mega Man. Son développement aurait été supervisé par l'ancien producteur de Capcom Ben Judd. La refonte du personnage de Mega Man devait être faite par Adi Granov (l'artiste concepteur responsable de la nouvelle conception d'Iron Man dans le film homonyme de 2008). Un concept initial du personnage X le dévoile avec un X rouge brillant sur son visage.
Contrairement à d'autres jeux de la série de Mega Man X, Maverick Hunter est un jeu de tir à la première personne. Le genre a été choisi en réponse à l'intérêt croissant pour les jeux de tir à la première personne en Occident. Le gameplay se serait rapproché des concepts principaux de la série Mega Man X. La capacité de prendre et d'utiliser les pouvoirs des ennemis, le dash et son X-Buster devaient tous être repensés. La conception des armes ont été cependant plus réalistes que les premiers titres de la série Mega Man X. Au lieu de transformer son bras en canon, son armure se transforme pour créer une arme à feu. De plus, son attaque chargée lançait un missile au lieu de lancer une plus grande explosion d'énergie. Les attaques au corps à corps faisait passer l'affichage du jeu dans une vue à la troisième personne. La possibilité d'acquérir les capacités aux autres aurait été élargies pour permettre des combinaisons entre elles et l'utilisation d'armes temporaires, telles que des bombes ou des tourelles de chars, laissées par les ennemis. Les capacités acquises pouvaient également être utilisées pour exploiter les faiblesses de certains ennemis. Des éléments de plate-forme tels que le saut de mur des jeux Mega Man X auraient été repensés. Le jeu était également prévu pour avoir des chemins multiples et des mises à niveau à trouver partout.
Maverick Hunter devait s'appuyer sur la mythologie et présenter des personnages des titres originaux de Mega Man X. Capcom Japon était responsable de la conception des points clés et des rebondissements tandis que l'intrigue globale était gérée par Armature Studio. Une source proche de la conception du jeu a déclaré qu'il consistait à « prendre un jeu de 8 bits qui n'a pas une histoire très profonde, puis en construire autour de lui et de garder certains éléments clés intactes »." Les deux personnages X et Zero devaient figurer aux côtés d'un nouveau protagoniste humain, un « policier dans la veine de Bruce Willis ». L'inclusion de ce personnage humain faisait partie du « contraste homme contre machine » du jeu. Ce devait être le premier d'une trilogie de jeux. Le joueur contrôlait X dans les deux premiers jeux et passait à zero dans le troisième jeu, qui devait détruire X (qui était devenu « incroyablement puissant et infiniment intelligent au cours de deux [premiers] jeux »).

## Annulation
Maverick Hunter est finalement annulé avant d'être révélé au public, comme l'une des nombreuses annulations de cette période dans la série Mega Man, dont Mega Man Legends 3, Mega Man Universe et Mega Man Online. Le projet a duré environ six mois en 2010, et a été prototypé et jouable. Malgré une réception interne positive, Capcom le considère comme un « pari significatif » et l'annule. Son annulation a coïncidé avec le départ d'Inafune de Capcom. La version jouable du jeu était destinée à être plus une preuve d'un concept que d'un vrai jeu. Le vice-président de Capcom, Christian Svensson, a déclaré que le jeu faisait l'objet d'« opinions très polarisées en interne ». Granov a exprimé sa déception à propos de l'annulation et a déclaré qu'il était cependant « très satisfait »" de son travail de conception.

## Réception
L'accueil par les critiques de la presse spécialisée et celui des fans est mitigée. Malgré la réaction mitigée de ces derniers, un groupe Facebook dirigé par un fan et une pétition sur Change.org destinée à relancer le projet ont été créés, baptisés Operation Maverick Hunter. Michael McWhertor et Wes Fenlon estiment que les « informations connus », laissent penser que le jeu aurait pu être une « formule à succès ». Ils comparent la direction prise à celle de Metroid Prime par le studio de développement Retro Studios (d'où proviennent les fondateurs d'Armature Studio). Thomas Whitehead est également positif à ce sujet Il déclare que cela aurait pu être une « nouvelle direction audacieuse et excitante pour la franchise ».
Le site américain Joystiq considère que bien que Mega Man X n'ait pas besoin d'un redémarrage « sérieux », c'est une meilleure alternative que de ne pas avoir de jeux Mega Man. Destructoid compare la refonte de X à celle de Bomberman dans Bomberman: Act Zero. Le site déclare également que c'était un jeu Mega Man X « dans le sens le plus vague ». Il estime que l'annulation était pour le mieux et qu'un « jeu de tir à la première personne froid et rude » n'était pas la direction idéale à prendre pour la série. Il compare cela à la conception de Metroid Prime et note que le style général artistique n'a pas beaucoup changé alors que la refonte du personnage X le rendait « virtuellement méconnaissable ». Le site estime aussi que concept, l'un des premiers d'Adi Granov n'était « pas si mauvais » s'il n'avait aucun rapport avec la série Mega Man X. Clint Mize écrit un article pour la section de jeu de MTV.com, qui détaille les raisons pour lesquelles Maverick Hunter était une idée terrible. Il pense que ce projet aurait pu mécontenter les puristes de la saga et que X avait besoin d'un « jeu typique de la série et solide pour réintroduire le personnage » plutôt que d'une « réinterprétation sombre ». Pour lui, la décision d'en faire un jeu de tir à la première personne lui donne l'impression d'être le produit d'un « exécutif débridé ». Il critique également ce projet en raison du risque de rivaliser avec les grands jeux FPS tels que Call of Duty, Halo et Battlefield. Il note que la perspective introduit d'autres problèmes, tels que la réduction de l'importance accordée aux phases de jeu de plates-formes. Sa conception artistique et son gameplay ont été comparés au jeu Vanquish,.